# Стилман и балкански устанци (1866—1878) (књига)
Стилман и балкански устанци (1866−1878) је историографско дјело чији је аутор Радован Субић. Књига је објављена 2016. године у издању Pheonix Press. Рецензенти књиге су професори Милош Ковић и Боривоје Милошевић. Насловну страну корица илустровао је Предраг Иконић.

## О аутору
Радован Ј. Субић рођен је 25. jануара 1980. у Бањалуци. У родном граду дипломирао је историју на Филозофском факултету. Постдипломске (мастер) студије из историје завршио је на Филозофском факултету у Београду. На истом факултету је уписао и докторске студије. Од децембра 2015. запослен је на Филозофском факултету у Бањалуци као сарадник на ужој научној области Национална историја. Поље његовог интересовања је историја новог вијека, посебно национална и општа историја XIX вијека. Учествовао је на неколико научних скупова и округлих столова, аутор је више радова и једне монографије.

## О књизи
Американац Вилијам Џејмс Стилман (1828–1901) умјетник, дипломата и новинар, свједочио је устанцима који су један за другим уздрмали Османско царство средином 19. вијека. Османско царство, притиснуто дуговима, деценијама се покушавало реформисати и ући у ред модерних држава. Паралелно с тим реформским процесом трајао је и процес ослобођења балканских народа од османске власти. Критски устанак 1866–1869. а затим и Херцеговачки устанак 1875–1878. покренули су ланац догађаја у који су се умијешале скоро све европске силе. Радован Субић посветио је овом, у српској историографији мање познатом, свједоку историје дјело Стилман и Балкански устанци (1866–1878). Након Предговора и Увода (Болесник с Босфора у троуглу империја, Балкан – непозната земља) аутор је у поглављу Неколико ријечи о Стилману (Припадник изабраног народа, Умјетник, Завјереник, Новинар, Конзул у Риму) дао кратак животопис Вилијама Стилмана до његовог именовања за америчког конзула на тада османским посједу Криту. Поглавље Критски устанак подијељено је у пет потпоглавља (Наговјештај устанка, Почетак сукоба, Војна акција Порте, Дипломатско-војна акција Порта, Пропаст устанка) осим тока устанка и ратних операција, објашњава контекст устанка критских хришћана, политику великих сила која се рефлектовала кроз понашање њихових конзула и незахвалну позицију самог Стилмана. Кратко поглавље Лондонске године даје увид у период након одласка са острва и животна искушења пред којима се Стилман тада нашао. Поглавље Херцеговачки устанак (Прва година устанка, Црногорско-турски рат, Поново у Лондон, Повратак у Црну Гору) доноси не само Стилманова сазнања о устанку, него и његова запажања о простору на којем се нашао и људима с којима се сусретао. Наравно да Стилманова запажања носе дозу субјективности и да им недостаје контекст одређених збивања, на шта Субић скреће пажњу као и на улогу његовог пратиоца и преводиоца. Посебно је занимљив Стилманов боравак у Лондону и његови записи о сусрету с важним личностима британске политике тог доба. Субић закључује да: „свједочанство Вилијама Стилмана иако има неке елементе другоразредних извора, свједочанство је из прве руке. У њему постоје одређене недоречености и мањкавости, као и у сваком дјелу мемоарског типа. Оно је слика времена у којем су се жеље малих балканских народа косиле с интересима великих сила. Премда није могао да потпуно сагледа догађаје у периоду 1866–1878, Стилман је кроз своја запажања приказао не само ратна дешавања већ и како балкански ослободилачки покрети  постају објекти у рукама  великих сила“. Потврдивши одавно изречену зету да све што је на Балкану створено носи на себи печат мијешања великих сила.